# Phytosciara angustiloba
Phytosciara angustiloba är en tvåvingeart som beskrevs av Heikki Hippa 1991. Phytosciara angustiloba ingår i släktet Phytosciara och familjen sorgmyggor.
Artens utbredningsområde är Thailand. Inga underarter finns listade i Catalogue of Life.